# Lijst van coaches van het Tahitiaans voetbalelftal (mannen)
Dit is een lijst van bondscoaches van het Tahitiaans voetbalelftal mannen.

## Bondscoaches
| Naam              | Land van herkomst | Begin periode     | Einde periode     | Prijzen                 | Opmerkingen/Wijze van vertrek |
| ----------------- | ----------------- | ----------------- | ----------------- | ----------------------- | ----------------------------- |
| Freddy Vernaudon  | Tahiti            | 1973              | 1973              |                         | [ 2 ]                         |
| Francois Ferez    | Tahiti            | 1 januari 1992    | 13 september 1992 |                         |                               |
| Bernard Vahirua   | Tahiti            | 14 september 1992 | 31 december 1992  |                         |                               |
| Umberto Mottini   | Tahiti            | 1 juli 1995       | 30 juni 1996      |                         |                               |
| Gerard Kautai     | Tahiti            | 1 juli 1996       | 31 december 1996  |                         |                               |
| Richard Vansam    | Tahiti            | 1 januari 1997    | 30 juni 1997      |                         |                               |
| Alain Rousseau    | Tahiti            | 1 juli 1997       | 31 december 1998  | Beker van Polynesië     |                               |
| Leon Gardikiotis  | Nieuw-Zeeland     | 2000              | 2000              | Beker van Polynesië     | [ 3 ]                         |
| Patrick Jacquemet | Tahiti            | 1 januari 2001    | 31 augustus 2003  |                         |                               |
| Gerard Kautai     | Tahiti            | 1 mei 2004        | 4 mei 2010        |                         |                               |
| Eddy Etaeta       | Tahiti            | 5 mei 2010        | 30 juni 2015      | Oceanisch kampioenschap |                               |
| Ludovic Graugnard | Frankrijk         | 1 juli 2015       | 15 maart 2018     |                         |                               |
| Naea Bennett      | Tahiti            | 16 maart 2018     | 29 mei 2018       |                         | Interim                       |
| Samuel Garcia     | Tahiti            | 29 mei 2018       |                   |                         | [ 5 ]                         |

FTF · 
A-internationals · 
Tahitiaans vrouwenelftal
1989 – 1999 · 
2000 – 2009 · 
2010 – 2019
Amerikaans-Samoa ·
Australië ·
Cookeilanden ·
Fiji ·
Nieuw-Caledonië ·
Nieuw-Zeeland ·
Nigeria ·
Papoea-Nieuw-Guinea ·
Salomonseilanden ·
Samoa ·
Spanje ·
Tonga ·
Uruguay ·
Vanuatu